# East Runton
East Runton är en by i Norfolk i England. Byn är belägen 34,7 km 
från Norwich. Orten har 862 invånare (2016).